# Zielona dolina
Zielona dolina (ang. How Green Was My Valley) – amerykański dramat filmowy z 1941 roku w reżyserii Johna Forda. Adaptacja powieści pod tym samym tytułem autorstwa Richarda Llewellyna. Obraz nagrodzony Oscarem dla Najlepszego Filmu Roku. Historia wielodzietnej rodziny walijskich górników pod koniec XIX w.

## Obsada
- Walter Pidgeon jako pan Gruffydd
- Maureen O’Hara jako Angharad Morgan
- Anna Lee jako Bronwyn, żona Ivora
- Donald Crisp jako Gwilym Morgan
- Roddy McDowall jako Huw Morgan
- John Loder jako Ianto Morgan
- Sara Allgood jako pani Beth Morgan
- Barry Fitzgerald jako Cyfartha
- Patric Knowles jako Ivor Morgan
- Morton Lowry jako pan Jonas
- Arthur Shields jako pan Parry
- Irving Pichel jako dorosły Huw Morgan (narrator)

i inni

## Nagrody Akademii Filmowej
| Status    | Nagroda                            | Zwycięzca/Nominowany                                   |
| --------- | ---------------------------------- | ------------------------------------------------------ |
| NAGRODA   | Najlepszy Film                     | Darryl F. Zanuck (Producent)                           |
| NAGRODA   | Najlepszy Aktor Drugoplanowy       | Donald Crisp (Gwilym Morgan)                           |
| NAGRODA   | Najlepsze Zdjęcia Czarno-Białe     | Arthur C. Miller (Operator)                            |
| NAGRODA   | Najlepszy Reżyser                  | John Ford (Reżyser)                                    |
| NAGRODA   | Najlepsza Scenografia Czarno-Biała | Richard Day Nathan Juran Thomas Little (Scenografowie) |
| NOMINACJA | Najlepsza Aktorka Drugoplanowa     | Sara Allgood (Pani Beth Morgan)                        |
| NOMINACJA | Najlepsza Muzyka                   | Alfred Newman (Kompozytor)                             |
| NOMINACJA | Najlepszy Scenariusz Adaptacja     | Philip Dunne (Scenarzysta)                             |
| NOMINACJA | Najlepszy Montaż                   | James B. Clark (Montażysta)                            |
| NOMINACJA | Najlepszy Dźwięk                   | Edmund H. Hansen (Dźwiękowiec)                         |